# Premio Carles Riba de poesía
El premio Carles Riba de poesía (en catalán Premi Carles Riba de poesia) es un premio literario para obras en lengua catalana, convocado por Edicions Proa con el patrocinio de la Fundación Enciclopedia Catalana. Pueden optar exclusivamente poemarios originales e inéditos y el premio es entregado durante la Noche literaria de Santa Lucía, organizada por la asociación Òmnium Cultural en el mes de diciembre de cada año. Tiene una dotación de 5.000 euros (2022).
El premio Carles Riba es continuador del anterior Premi Óssa Menor, fundado en 1950 por Josep Pedreira, editor de Els llibres de l'Óssa Menor. A raíz de la muerte del poeta Carles Riba, en 1959, el premio tomó el nombre del creador.

## Ganadores

### Premio Óssa Menor
- 1950 - Pere Ribot, por Llengua de foc
- 1951 - Joan Vinyoli, por Les hores retrobades
- 1952 - Blai Bonet, por Cant espiritual
- 1953 - Miquel Martí i Pol, por Paraules al vent
- 1954 - Jordi Sarsanedas, por La Rambla de les Flors
- 1955 - Pere Quart, por Terra de naufragis
- 1956 - No convocado
- 1957 - No convocado
- 1958 - Clementina Arderiu, por És a dir

### Premio Carles Riba
- 1959 - Josep Maria Andreu, por Intento el poema
- 1960 - Ramon Bech, por Cants terrenals
- 1961 - No convocado
- 1962 - Blai Bonet, por L'evangeli segons un de tants
- 1963 - Màrius Sampere, por L'home i el límit
- 1964 - Xavier Amorós, por Qui enganya, para
- 1965 - Francesc Vallverdú, por Cada paraula un vidre
- 1966 - Francesc Parcerisas, por Homes que es banyen
- 1967 - Jaume Vidal Alcover, por Terra negra
- 1968 - Joan Vergés, por La vida nova
- 1969 - Guillem d'Efak, por Madona i l'arbre
- 1970 - Josep Elias Cornet, por Per a un duc, Bach escriví música d'orgue a Weimar
- 1971 - Josep Maria Boix, por El suplicant, la deu i l'esma
- 1972 - Xavier Bru de Sala, por La fi del fil
- 1973 - Agustí Bartra, por Els himnes
- 1974 - Ramon Pinyol, por Occit enyor
- 1975 - Joan Argenté i Artigal, por Seminocturn-semidiürn
- 1976 - Maria Mercè Marçal, por Cau de llunes
- 1977 - Feliu Formosa, por Llibre de viatges
- 1978 - Jordi Pàmias, por Flauta del sol
- 1979 - Josep Piera, por El somriure de l'herba
- 1980 - Joan Montalà, por D'un torsimany al bosc, potser
- 1981 - Gerard Vergés, por L'ombra rogenca de la lloba
- 1982 - Miquel de Palol i Felip, por El porxo de les mirades
- 1983 - Valeriano Pujol, por La trista veu d'Orfeu i el Tornaveu de Tàntal
- 1984 - Carles Torner, por Als límits de la sal
- 1985 - Joan Margarit i Consarnau, por Mar d'hivern
- 1986 - Xavier Lloveras, por Les illes obstinades
- 1987 - Olga Xirinacs, por Llavis que dansen
- 1988 - Jaume Subirana, por Final de festa
- 1989 - Quima Jaume, por Pels camins remorosos de la mar
- 1990 - Àlex Susanna, por Les anelles dels anys
- 1991 - Antoni Puigvert i Romaguera, por Curset de natació
- 1992 - Andreu Vidal, por L'animal que no existeix
- 1993 - Albert Roig, por Vedat
- 1994 - Quim Español, por Ultralleugers
- 1995 - Enric Casasses, por Calç
- 1996 - Ponç Pons, por El salobre
- 1997 - David Castillo Buïls, por Game over
- 1998 - Enric Sòria, por L'instant etern
- 1999 - Pep Rosanes-Creus, por Voltor
- 2000 - Anna Aguilar-Amat, por Trànsit entre dos vols
- 2001 - Susanna Rafart, por Pou de glaç
- 2002 - Pere Rovira i Planas, por La mar de dins
- 2003 - Manuel Forcano, por El tren de Bagdad
- 2004 - Bartomeu Fiol, por Càbales del call
- 2005 - Isidre Martínez Marzo, por Hostes
- 2006 - Jaume Pont, por Enlloc
- 2007 - Txema Martínez Inglés, por L'arrel i la pluja
- 2008 - Sebastià Alzamora, por La part visible
- 2009 - Carles Camps i Mundó, por La mort i la paraula
- 2010 - Rosa Font, por Un lloc a l'ombra[1]
- 2011 - Marcel Riera, por Llum d'Irlanda[2]
- 2012 - Francesc Garriga, por Tornar és lluny[3]
- 2013 - Marc Romera Roca, por La nosa[4]
- 2014 - Hilari de Cara, por Refraccions[5]
- 2015 - Víctor Obiols, por Dret al miracle[6]
- 2016 - Maria Cabrera, por La ciutat cansada
- 2017 - Josep Maria Fulquet, por Ample vol de la nit[7]
- 2018 - Carles Rebassa, por Sons bruts
- 2019 - Lluís Calvo, por L'espai profund[8]
- 2020 - Miquel Desclot, por Despertar-me quan no dormo
- 2021 - Antoni Vidal Ferrando, por Si entra boira no tendré on anar
- 2022 - Jordi Llavina, por Un llum que crema
- 2023 - Mireia Calafell, por Si una emergència[9]